# Kálnoky-kastély (Miklósvár)
Az erdővidéki Miklósvár nevezetes műemléke a 17. századi,  reneszánsz stílusban épült Kálnoky-kastély, melyet 1780-ban  és 1830-ban klasszicista stílusba átalakítottak.
A Kálnoky család tulajdonában lévő 201. szám alatt található kastély, Kovászna megye műemlékeinek hivatalos jegyzékében műemlék épületként szerepel.

## Története
A Kálnoky családot először 1588-ban említették miklósvári birtokosként, a későbbiekben  ott alakult ki a család egyik birtokközpontja. Régészeti ásatások bizonyítják hogy, a mai kastély építése előtt  a családnak már volt egy udvarháza.
A Kálnoky család miklósvári birtokrészeinek növekedésével szükségszerűvé vált egy ottani lakóépület  elkészítése. Lehetséges, hogy már a birtokszerző Kálnoky Bálint építtetett egy egyszerűbb udvarházat a 16. század végén. Az első nagyobb építkezések Kálnoky (III.) István 17. századi királyi táblabíró nevéhez fűződnek, aki 1648-ban, naplójában feljegyezte a „miklósvári kőház" munkálatainak megkezdését. Akkor egy téglalap alaprajzú, kétszintes késő reneszánsz kastély készült, amelynek keleti, déli és északi oldalfalát két nagyobb és két kisebb méretű, sokszög alaprajzú bástyával erősítették meg.
Az építtető fia, Kálnoky (I.) Sámuel a 17. század utolsó évtizedében tovább bővíttette a kastélyt. Akkor készültek az erdélyi késő reneszánsz művészetben egyedülálló nagyterem indadíszes  stukkói, melyek motívumkincse és technikája megegyezik a nagyszombati jezsuita templom stukkódíszeivel.
A  katolikus Kálnoky Sámuel támogatta a jezsuiták Erdélybe való letelepedését, így   feltételezhető, hogy Nyugat-Magyarországról hívott mestert kastélyának díszítésére. Az ő megrendelésére készült a déli homlokzat középtengelyében elhelyezett zárt kiserkély, amely a bethlenszentmiklósi kiserkély hatását tükrözi és két faragott kőkonzolon, illetve egy kőből készített ágyúcsövön nyugszik. Az építtető emlékét az erkély szemöldökén  olaszkoszorúba foglalt  SK monogram őrzi.
A kastély utolsó Kálnoky családból származó tulajdonosa gr. Kálnoky (I.) Dénes (1814-1888), Miklósvárszék királybírája volt.
Kálnoky Dénesnek nem maradtak utódai, így halála után a kastély nővérének, Seethal Jánosné Kálnoky  Franciskának fiára, Seethal Ferencre szállott.  A kastély mai formája, a főhomlokzat képe az ő építési tevékenységéhez köthető. 1902-1905 között Gyárfás Győző mérnök tervei alapján Kreigher Péter sepsiszentgyörgyi kőművesmester vezetésével építették meg a főhomlokzaton látható oszlopos tornácot,  valamint az épület két sarkán helyet kapó lépcsőházakat, ugyanakkor több kisebb átalakítást is végeztek.
A kastélyt egy 19. századi eredetű hatalmas angolkert övezte, amelyből mára csupán néhány, a vidéken ritkábbnak mondható fafajta  maradt meg. Seethal Ferenc halálát követően, 1939-ben a kastélyt Eugen Savu, a Goga-kormány (1937-1938)  pénzügyminisztere vásárolta meg, az államosításkor elveszítette azt. 
A rendszerváltást követően az örökösök nem jelentkeztek, így 1974-ben állami pénzen restaurálták az épületet. 
Az 1990-es évek végén a leszármazottak tulajdonába került épületet, a Kálnoky család gondviselésének köszönhetően kezdték felújítani. A baróti önkormányzat egy 49 éves   szerződést kötött a Németországból hazatelepült Kálnoky Tiborral, aki a miklósvári kastélyt az idegenforgalomban hasznosítja.
Az  1997-es falkutatás során kerültek felszínre az árkádokat tartó faragott négyzetes kőpillérek, melyek élszedett díszítést és fejezetükön növényi ornamentikát mutatnak.
A 20. század folyamán is végeztek átalakításokat, mivel az államosítás után művelődési házként akarták működtetni, így egyik helyiségét színpaddá alakították. 
A 20. század elejének  klasszicista jellegű átépítései ellenére sem vesztette el az épület késő reneszánsz jellegét, szerkezete, díszítése révén érdekes emléke Háromszéknek, híven tükrözi a 17-18. század fordulóján építkező székely főúr kényelmi igényeit, reprezentációs törekvéseit.

## Leírása
A 17. században reneszánsz stílusban épült Kálnoky-kastélyt a  19. században klasszicista stílusba alakították át.
Az egykori téglalap alaprajzú, kétszintes késő reneszánsz kastély keleti, déli és északi oldalfalát két nagyobb és két kisebb méretű, sokszög alaprajzú bástyával erősítették meg. A sarokbástyák falszerkezete, a kialakított lőrések, a pincék két méternél is szélesebb kőfala, az  ablaksor, valamint a vizesárok, mind a kastély védelmét szolgálták. 
Az épületet reneszánsz kőfaragványai teszik különösen értékessé, ezek közül a legjelentősebbek a délkeleti bástya timpanonos, rovátkás díszítésű reneszánsz ablaka, illetve a vörös andezitből faragott ajtó- és ablakkeretek.
Az épület egyenes záródású, szalagkeretes ablakokkal áttört főhomlokzata északkeletre néz, középtengelyében klasszicista erkély ugrik elő, melyre törpepilléres, orsó alakú bábos lépcsőkarok vezetnek fel. Az oszlopok által tartott tornác háromszögű orommezejében egykor a Kálnoky család címere volt látható, ma csupán a dombormű nyomai figyelhetők meg. A homlokzat két oldalán a tornác díszítéséhez hasonló, rizalitok tűnnek szembe, melyek félköríves záródású lépcsőfeljárókat foglalnak magukba.
A falkutatáskor kiderítették, hogy az erkély mellvédjén a homlokzatokat bekarcolt geometrikus formák, építészeti tagozatok (pilaszterek, baluszterek, kváderkövek) díszítették, melyeket színeztek és néhol növényi ornamentikájú, vakolatból kialakított, festett díszítések is  megfigyelhetők. 
A főhomlokzati oldalon, a mai oszlopos tornác helyén egészen a 20. század elejéig  egy kis erkély párja volt látható. 
A belső terek kialakítása, díszítése sokat változott a századok során. Egymásba nyíló nagyobb terek, a bástyák csatolása által kialakult bensőségesebb hangulatú helyiségek voltak. A tereket síkmennyezettel és a fiókos dongaboltozattal fedték. A belső tereket kőkeretek és a nemrég feltárt stukkók ékesítették. Az északnyugati részen az  egykor nyitott tornác árkádjai és tartópillérei, valamint a közelmúltban restaurált, díszesen faragott ajtókeret látható, mely a tornácról az épületbe vezet. 
Az oszlopszékes kialakítású szárkövek lábazati részét naiv megformálású, szájukban karikát tartó oroszlánfejek díszítik, ezekre támaszkodnak a díszített féloszlopok. A szárkövekre kétoldalt  díszített szemöldökkő támaszkodik, a voluták közt leveles díszítőmotívumok figyelhetők meg, melyek a Kálnoky család jelmondatát tartalmazó kártust fogják közre. A jelmondat: 
NON EST MORTALE QUOD OPTO.
A kastély ajtónyílásai közül ma is többet díszít vörös andezitből készült, a lábazatot jelölően befelé forduló profilozású, késő reneszánsz ajtókeret.
A kastély nagytermében, a  „palotaként" emlegetett helyiségben a falkutatások során három ablakbélletben stukkómaradványokat tártak fel.
A 18. században  falazták el a nyitott tornácokat és ugyanakkor készültek a homlokzatok bekarcolt, festett díszítményei. A 19. században  ragasztották a délnyugati jobb oldali bástya, valamit a délkeleti befalazott kis tornác közé a mellékhelyiségek számára kialakított épületrészt. 

## Építtetői, tulajdonosai
A Kálnoky családnak már 1588-ban birtoka volt Miklósváron, a későbbiekben  ott alakult ki a család egyik birtokközpontja. 
A 16. században Kálnoky Bálint építtetett egy egyszerűbb udvarházat. Az első nagyobb építkezések Kálnoky (III.) István 17. századi királyi táblabíró idejében történtek, akkor egy téglalap alaprajzú, kétszintes késő reneszánsz kastély készült.
Az építtető fia, Kálnoky (I.) Sámuel a 17. század utolsó évtizedében tovább bővíttette kastélyt.  A kastély utolsó Kálnoky családból származó tulajdonosa gr. Kálnoky (I.) Dénes (1814-1888), Miklósvárszék királybírája volt.
Kálnoky Dénes halála után a kastély nővérének, Seethal Jánosné Kálnoky  Franciskának fiára, Seethal Ferencre szállott. A kastély mai formája, a főhomlokzat képe az ő építési tevékenységéhez köthető. 
Seethal Ferenc halálát követően, 1939-ben a kastélyt Eugen Savu, a Goga-kormány (1937-1938)  pénzügyminisztere vásárolta meg, aki az államosításig volt a tulajdonosa. 
A rendszerváltást követően, 1974-ben állami pénzen restaurálták az épületet, egy ideig a művelődési ház székhelye volt. 
Az 1990-es évek végén az örökösök tulajdonába került kastélyt, a Németországból hazatelepült Kálnoky Tibor felújíttatta és  idegenforgalmi központként működteti. 

## Külső hivatkozások
- Erdővidék
- Miklósvár
- Hereditatum műemlék adatbázis